# Evangelische Gedächtniskirche (Kirdorf)

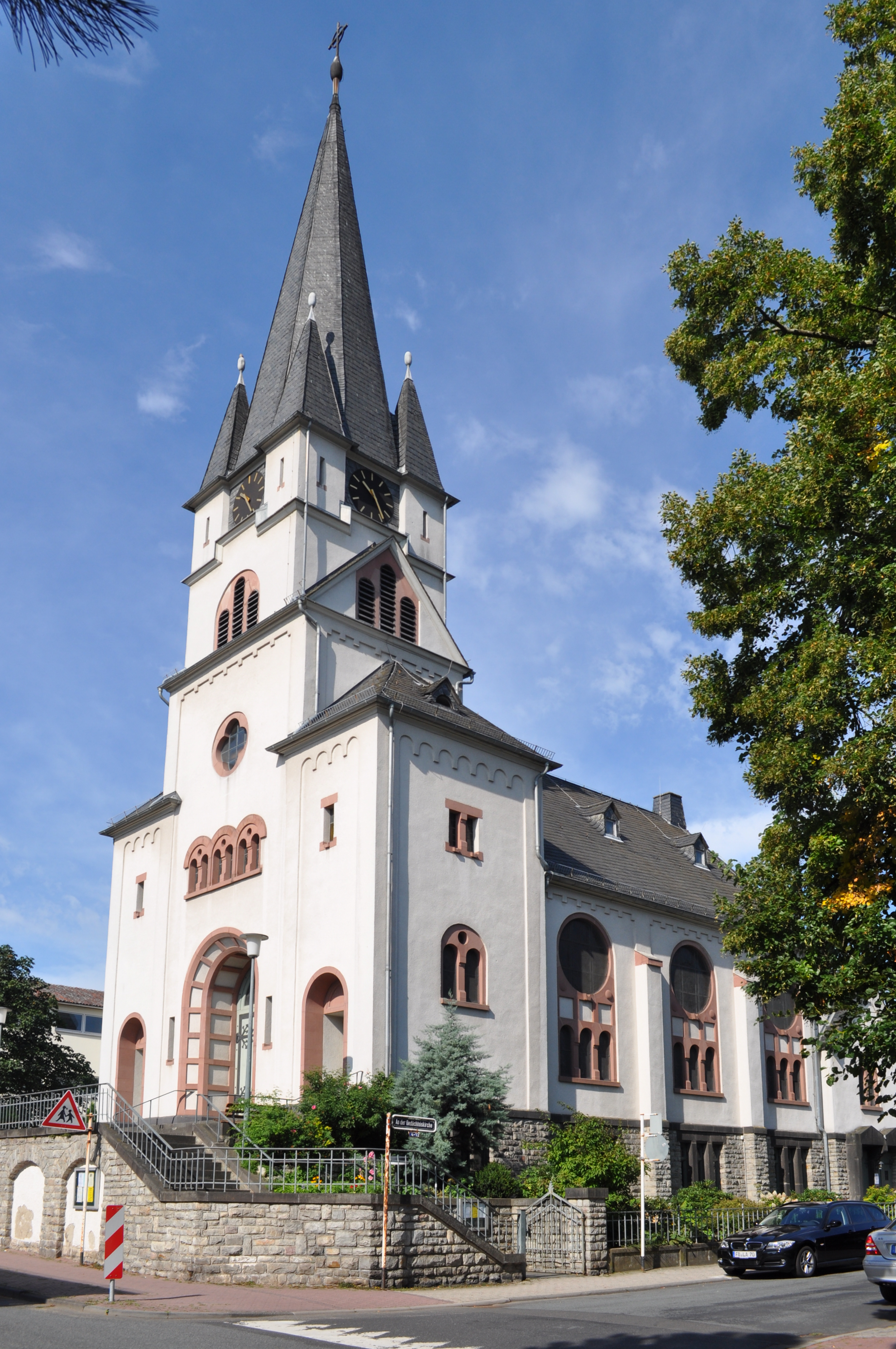
Evangelische Gedächtniskirche

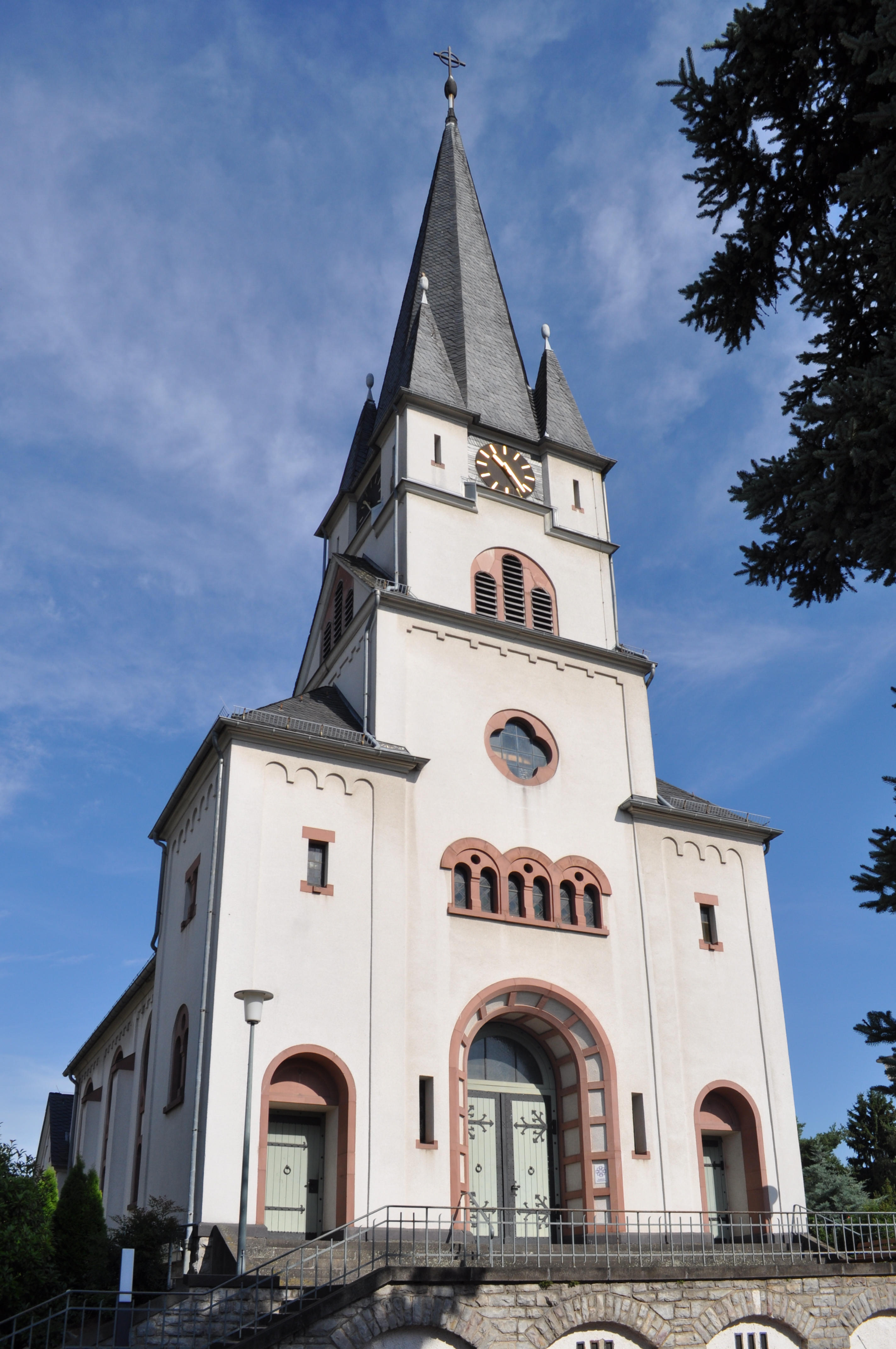
Gedächtniskirche Portalansicht

Die evangelische Gedächtniskirche ist ein Kulturdenkmal in Kirdorf, einem Stadtteil von Bad Homburg vor der Höhe im Hochtaunuskreis (Hessen). Die Kirchengemeinde gehört zum Dekanat Hochtaunus der Propstei Rhein-Main der Evangelischen Kirche in Hessen und Nassau.

## Geschichte und Architektur
Für einige Zeit am Anfang des 16. Jahrhunderts war der Ort während der Reformationszeit evangelisch, dann wurde das Dorf wieder katholisch. Anfang des 20. Jahrhunderts zogen immer mehr evangelische Christen nach Kirdorf, das bis dahin katholisch geprägt war, so wurde der Bau einer evangelischen Kirche notwendig. Die Kirche wurde bis 1913 nach Entwürfen des Architekten Heinrich Jacobi errichtet und von Georg Dippel, einem Homburger Bürger gestiftet. Die sieben runden Fenster stellen das evangelische Programm dar, den Mittelpunkt bildet die Rosette über dem Altar. Der lehrende und segnende Christus der Bergpredigt wird in leuchtenden Farben gezeigt.

## Ausstattung
Ein großer Teil der Innenausstattung, Kanzel, Kronleuchter, Altar und Taufstein, stammen aus der Schlosskirche in Bad Homburg vor der Höhe, sie wurden von Kaiser Wilhelm II. gestiftet. Wegen des Neubaus der Erlöserkirche in der Nähe des Schlosses wurden in der Schlosskirche keine Gottesdienste mehr gehalten.

## Orgel
In der Gedächtniskirche baute die Firma W. Sauer Orgelbau Frankfurt (Oder) 1913 die erste Orgel. Diese wurde im Laufe der Zeit mehrmals modernisiert und einschneidend verändert. So beschloss man, dieses Instrument durch einen Neubau zu ersetzen.
Die heutige Orgel erbaute die Orgelbaufirma Alfred Kern & fils aus Straßburg 1988. Sie verfügt über mechanische Schleifladen, eine Manual-Schiebekoppel und Pedalkoppeln als Fußhebel.
Disposition der Orgel:
| I Hauptwerk C–g3 |       |
| Principal        | 8′    |
| Bourdon          | 8′    |
| Octave           | 4′    |
| Rohrflöte        | 4′    |
| Quinte           | 2 ⁄3′ |
| Flöte            | 2′    |
| Mixtur 4-fach    |       |
| Trompete         | 8′    |

| II Positiv C–g3 |        |
| Gedackt         | 8′     |
| Holzflöte       | 4′     |
| Nasard          | 2 ⁄3′  |
| Principal       | 2′     |
| Terz            | 1 3⁄5′ |
| Zimbel 2-fach   |        |
| Krummhorn       | 8′     |
| Tremulant       |        |

| Pedal C–f1 |     |
| Subbass    | 16′ |
| Flöte      | 8′  |
| Choralbass | 4′  |
| Trompete   | 8′  |

- Koppeln: II/I, I/P, II/P

## Glocken
Die vier Glocken erklingen in den Tönen f’, g’, b’ und c’’ und wurden allesamt von Friedrich Hamm/Frankenthal im Jahre 1953 gegossen.